# گووان (کارولینای جنوبی)
گووان(به انگلیسی: Govan) شهری در ایالت کارولینای جنوبی کشور ایالات متحده آمریکا است که جمعیت آن در سرشماری سال ۲۰۱۰ میلادی، ۶۵ نفر بوده‌است.